# Lentihegy
Lentihegy a dél-zalai Lenti városhoz tartozó lakott településrészek egyike. Eredetileg a zalai településeken megszokott szőlőhegyi feladatokat látta el. A Lenti Termálfürdő és Szent György Energiapark kiépülésével a strandtól alig 3 km-re levő terület pihenőövezetté kezdett átalakulni, mára a hegyen számos vendéglátóhely és egy helyi termékbolt is várja az érdeklődőket. A szőlőhegyi utcácskák összeérnek a Lovászi településhez tartozó szőlőheggyel. A dombhát több részéről remek kilátás nyílik nyugatra Szlovénia, illetve keletre, a Kerka völgye felé.

## Fekvése
Lenti központjától 3 kilométerre délkeletre fekszik, 240–306 méteres magasságú dombokon. Legmagasabb pontja 334 méter. Területét akác-, tölgy-, fenyő- és bükkerdők, valamint rétek, a napos lejtőkön szőlőültetvények borítják. Magát ezt a dombvidéket is Lenti-hegynek nevezik, hasonlóan a rajta kialakult településhez. A homokos-márgás talaj, a kedvező mikroklíma a minőségi fehér borok termelésének kedvez. A Kerka-vidék (Hetés) északi részén a Lenti-medencétől három különböző irányba kibillent pannon rög található. A terület központi része a síksági jellegű Lenti-medence. Nagy vastagságban található itt az Ős-Mura hordaléka, erre a mai vízfolyások (például Kerka) hordalékkúpjai települnek. A medencétől délre a Lenti-hegy északnyugat felé megbillent röge található.
Főutcája a 7538-as útból kiágazó 75 164-es számú mellékút; a tőle délnyugatra fekvő Gosztolával egy önkormányzati út köti össze.

## Története
A lentihegyi szőlészetnek és borászatnak gazdag hagyománya van, a szőlőgazdálkodás gyökerei a római időkbe nyúlnak vissza. Történelme szorosan összefonódik Lenti város történetével.  IV. Béla a környéket elvette addigi birtokosától, Buzádtól. 1275-ben már mint királyi vadászfalu ismeretes. 1343-ban Nagy Lajos király Lendvai Miklósnak adományozta a várat a faluval együtt. Halála után a birtok hosszú időre a alsólendvai Bánffyak birtokába került. Ők I. Lajos magyar királytól adományként. 1644-ig a család kihalásáig volt a Bánffyak birtoka. Ezután a Nádasdy család birtoka lett. 1690- ben Eszterházy nádor több más valaha Bánffy-birtokkal együtt megvásárolta. Ezután végig a család birtoka maradt.
"Lenti Szőlő Hegyre" egy kérelem írásos emlék hivatkozik, melyet Tantalics Béla, Lenti történész jegyez saját könyvében Lenti Története 1849-ig címmel. Az 1700-as évek elején kelt "Lenti hegyre települt volt Belvárosiak kérelme az Úriszékhez az újonnan kiadott Urbáris rendelet terhei miatt" című dokumentum melyben a Lentiben élő belső városrészben élők kérelemmel fordulnak az Úrszékhez, hogy a Kurucz háborúk miatt kénytelenek voltak "Lenti Szőlő Hegyen" lakást vásárolni, de miután a belső és külső városrész külön is meggadóztatta az úrszék, kérik belmentésüket az Urbáris rendelet betartása alól. Névszerint Török János, Kaszás Ferenc, Denye Miklós, Siket Ferencz, Borsfai Mihály és Ambrus Ferencz.

## Napjainkban
Lentihegy a területen gazdálkodó szőlősgazdáknak és családjaiknak is otthont adott. Az 1950-es években saját bolttal, és iskolával is rendelkezett, mely 40-60 fő számára biztosította az alapfokú képzést. A településrész demográfiai változásai hasonlóan mentek végbe, mint a környező falvaké, az urbanizáció elszippantotta az ifjúságot. Ám míg a Lenti környéki falvak lakossága a kiüresedett házak problémájábal küzdött, Lentihegyen a szőlőhegy funkció felértékelődött, a Lentibe beáramló vidéki munkaerő Lentihegyen találta meg a kiszakadás lehetőségét a panelházak mindennapjaiból, így szőlőhegyként gombaszám szaporodtak el a pincék, kisebb nagyobb telkek, ekkor élte második fénykorát. A 90-es évekre egyre gyakoribbá vált az elhagyatott, gondozatlan telkek, pincék látványa, ám megjelentek a külföldi ingatlanvásárlók, akik felismerték a környezetben rejlő értékeket, nyugalmat, természetközeli lakhatási lehetőséget, akiket a visszatérő, egzisztenciával már rendelkező egykori lenti fiatalság középkorúvá érett csoportja tett ki. Jelenleg ők és magyar, német, olasz, holland származású vidéken újrakezdők élnek Lentihegyen. Becslések szerintt közel 500 fős állandó lakossága van, pontos adat azonban nincs.

## Események Lentihegyen
- Márton-nap (Lenti-Lentihegy) – november közepe
- Lentihegyi májusfaállítás/kitáncolás és vásár - május
- Lentihegyi búcsú - július vége
- Lentihegyi Szüreti Hacacáré - szeptember vége